# Cimetière de Monaco
Le cimetière de Monaco (monégasque : Çementeri de Mu̍negu) est un lieu de sépulture situé à Monaco. Il est le seul de la principauté et est géré par la commune de Monaco.

## Description
Le cimetière de Monaco a été inauguré en 1868. Il s'étale sur deux hectares en terrasses dans la tradition des cimetières de la Riviera et la plupart des monuments sont de couleur blanche. Le cimetière abrite environ six mille sépultures où reposent environ vingt-trois mille défunts. Le cimetière est ouvert au public de huit heures du matin à sept heures du soir en été et de huit heures du matin à six heures du soir en hiver.
Parmi les personnalités inhumées ici, l'on peut distinguer Joséphine Baker et son quatrième mari, le compositeur Jo Bouillon, l'acteur Jean Chevrier et son épouse Marie Bell, la princesse Ashraf Pahlavi, le chanteur Léo Ferré, le dessinateur Jean-Michel Folon, l'écrivain Anthony Burgess ou encore l'acteur Roger Moore.
Plusieurs sculptures sont des mains d'Umberto Bassignani.
Depuis 2008, deux bornes numériques interactives permettent aux visiteurs de s'orienter à l'entrée du cimetière, une troisième est installée en 2016. Elles sont en langue française, italienne, espagnole et anglaise.
Le 27 août 2015, le prince Albert II de Monaco a inauguré une stèle en l'honneur des quarante-trois juifs étrangers qui ont été raflés par l'occupant allemand dans les hôtels monégasques, la nuit du 27 au 28 août 1942. Deux soldats britanniques de la Première Guerre mondiale y sont aussi enterrés,.

## Personnalités inhumées
- Jean-Baptiste Arban (1825-1885), compositeur français.
- Bob Azzam (1925-2004), chanteur égyptien.
- Joséphine Baker (1906-1975), chanteuse, danseuse et résistante américaine naturalisée française.
- Marie Bell (1900-1985), actrice française.
- Jules Bianchi (1989-2015), pilote automobile de Formule 1 français.
- Giovanni Luigi Bonelli (1908-2001), auteur et éditeur de bandes dessinées italien.
- Anthony Burgess (1917-1993), écrivain britannique.
- Cécile Chaminade (1857-1944), compositrice et pianiste française. (la dépouille fut transférée au cimetière de Passy[9]).
- Jean Chevrier (1915-1975), acteur français.
- Louis Chiron (1899-1979), pilote automobile monégasque.
- Léo Ferré (1916-1993), chanteur, compositeur, poète, écrivain, anarchiste français et monégasque de naissance.
- Jean-Michel Folon (1934-2005), artiste belge.
- Lucien Gallas (1904-1977), acteur français.
- Lewis Gilbert (1920-2018), réalisateur et producteur de cinéma britannique.
- Augusto Maccario (1889-1927), athlète italien.
- Roger Moore (1927-2017), acteur britannique.
- Ashraf Pahlavi (1919-2016), princesse d'Iran.
- Hélène Pastor (1937-2014), femme d'affaires monégasque.
- Henryk Szeryng (1918-1988), violiniste polonais naturalisé mexicain.
- Louis Vatrican (1904-2007), agronome de Monaco.
- Vincenzo Davico (1889-1969), compositeur italien.